# Мусульманський світ
Мусульманський світ (англ. Muslim world):

Відсоток мусульман у світі (2014).

Країни, де більше 5% мусульман:
Суніти
Шиїти
Ібаді

1. ісламська умма — всесвітня спільнота мусульман; ті, хто дотримується вчення ісламу.
2. ісламська цивілізація — спільнота країн, де традиційно панує або панував іслам.
3. ісламська нація — політія, регіон або місцевість з більшістю мусульман.

Також — ісламський світ, світ ісламу. Ісламський спосіб життя підкреслює єдність і захист братів-мусульман. Існують різні школи та напрямки. У минулому панісламізм та націоналістичні течії сильно вплинули на стан мусульманського світу. Станом на 2010 р. на планеті нараховується понад 1,6 млрд мусульман або близько 23,4% світового населення. З них приблизно 62% проживають у Азіатсько-Тихоокеанському регіоні, 20% на Близькому Сході та Північній Африці, 15 % в Африці на південь від Сахари, близько 3% в Європі і 0,3% в Америці.

## Історія

Поширення ісламського світу, 622—750
Поширення у 622-632 рр.
Поширення у 632-661 рр.
Поширення у 661-750 рр.

Мусульманська історія пов'язана з історією ісламської віри як релігії та соціального інституту. Історія ісламу в Аравії почалася з першої декламації ісламського пророка Мухаммеда Корану в 7 столітті. Під владою Рашидунів і Омеядів Халіфат швидко зростав. Географічне розширення мусульманської влади вийшло далеко за межі Аравійського півострова у вигляді величезної мусульманської імперії з зоною впливу, що простягалася від північно-західної Індії через країни Центральної Азії, Близького Сходу, Північної Африки, Південної Італії та до Піренейського півострова і Піреней.
Протягом більшої частини 20-го століття ісламська ідентичність та домінування ісламу на політичні питання збільшувалася. Швидкозростаючі інтереси західного світу в ісламських регіонах, міжнародні конфлікти і глобалізація змінили вплив ісламу на світ у сучасній історії.

### Філософія
Одне з поширених визначень для «ісламської філософії» є «стиль філософії, підготовлений у рамках ісламської культури». Ісламська філософія в цьому визначенні не обов'язково пов'язана з релігійними питаннями, і при цьому поширюється вона виключно мусульманами. Перському вченому Ібн Сіні (Авіценна) (980—†1037) приписується авторство більш ніж 450 книг. Його праці присвячені різним предметам, зокрема, філософії та медицині. Його медичний підручник Канон лікарської науки використовувався в ролі стандартного тексту в європейських університетах протягом століть. Він також написав «Книга зцілення», впливову наукову філософську енциклопедію.

## Географія
Країни з найбільшою кількістю мусульманського населення (2010). За винятком Індії, Ефіопії, Китаю і Росії більшість населення в наступних країнах є мусульманами.
- Індонезія 204 878 000 (88.1%)
- Пакистан 178 097 000 (96.4%)
- Туреччина 74 660 000 (98.6%)
- Єгипет 73 746 000 (90%)
- Ірак 31 108 000 (98.9%)
- Саудівська Аравія 25 493 000 (97.1%)
- Сирія 20 895 000 (92.8%)

Мусульмани живуть та мають офіційний статус у наступних регіонах:
- Африка: країни Північної Африки, такі як Марокко, Алжир, Туніс, Лівія, Єгипет, Судан; Північно-африканські країни, такі як Еритрея, Ефіопія та Джибуті, а також країни Західної Африки — Малі, Сенегал, Гамбія, Гвінея, Гвінея-Бісау, Буркіна-Фасо.
- Центральна Азія: Казахстан, Киргизстан, Таджикистан, Туркменістан, Узбекистан.
- Західна Азія: арабські країни, такі як Саудівська Аравія, Іран, Ірак, Оман, Об'єднані Арабські Емірати, Кувейт і не арабських країнах — Туреччина.
- Південна Азія: Афганістан, Пакистан, Бангладеш і Мальдіви.
- Південно-Східна Азія: Індонезія.
- Європа: Албанія, Боснія і Герцеговина і Косово, Росія (Північний Кавказ) і Україна (Крим)

Країни Південно-Західної Азії, а деякі в Північній і Північно-Східній Африці, вважаються частиною Великого Близького Сходу. 
У Ічкерії, Дагестані, Інгушетії, Татарстані, Башкортостані РФ мусульмани знаходяться у більшості.